# Елизабет Августа фон Пфалц-Зулцбах
Мария Елизабет Августа фон Пфалц-Зулцбах (на немски: Marie Elisabeth Auguste von Pfalz-Sulzbach; * 17 януари 1721, Манхайм; † 17 август 1794, Вайнхайм) от фамилията Вителсбахи, е принцеса от Пфалц-Зулцбах и чрез женитба курфюрстиня на Пфалц (1742 – 1777) и Курфюрство Бавария (1777 – 1794).

## Живот
Тя е най-възрастната дъщеря на принц Йозеф Карл фон Пфалц-Зулцбах (1694 – 1729) и Елизабет Августа София фон Пфалц-Нойбург (1693 – 1728), дъщеря на курфюрст Карл III Филип фон Пфалц-Нойбург (1661 – 1742).
Елизабет Мария Августа се омъжва на 17 януари 1742 г. (на нейния двадесет и първи рожден ден) за 17-годишния си братовчед Карл Теодор фон Пфалц и Бавария (1724 – 1799), син на херцог Йохан Христиан от Пфалц-Зулцбах (1700 – 1733). През декември 1742 г. нейният съпруг става курфюрст на Пфалц и 1777 г. също курфюрст на Бавария. Тяхната връзка не е много щастлива.
След почти двадесет години им се ражда на 28 юни 1761 г. единственото им дете, син с името Франц Лудвиг Йозеф, който умира един ден след раждането му на 29 юни 1761 г. в дворец Шветцинген. Те живеят от тогава повечето разделени. Елизабет Августа се оттегля в нейния дворец в Огерсхайм. През 1793 г. тя бяга от наближаващата френска войска в дворец Вайнхайм, Баден-Вюртемберг. Въпреки многото любовни връзки на Елизабет и неговите множество метреси Карл Теодор никога не я изгонва.
Елизабет Мария Августа умира през 1794 г. Погребана е в църквата на Кармелитите в Хайделберг. След затварянето на манастира нейният саркофаг е преместен през 1805 г. в църквата Свети Михаил в Мюнхен.
През 1795 г. нейният седемдесетгодишен съпруг Карл Теодор се жени за Мария Леополдина Австрийска-Есте.
- Елизабет Августа като курфюрстиня
- Саркофагът на Елизабет Августа в църквата „Св. Михаел“, Мюнхен

## Награди
На 5 юли 1760 г. тя получава руския орден „Св. Катарина“. На 18 октомври 1766 г. тя подарява и е орден-майсторка на Курпфалцския Дамски орден Света Елизабет.

## Деца
- Франц Лудвиг Йозеф фон Зулцбах (28 юни 1762 – 29 юни 1762), умира в дворец Шветцинген след раждането.